# Kerk van Engelbert

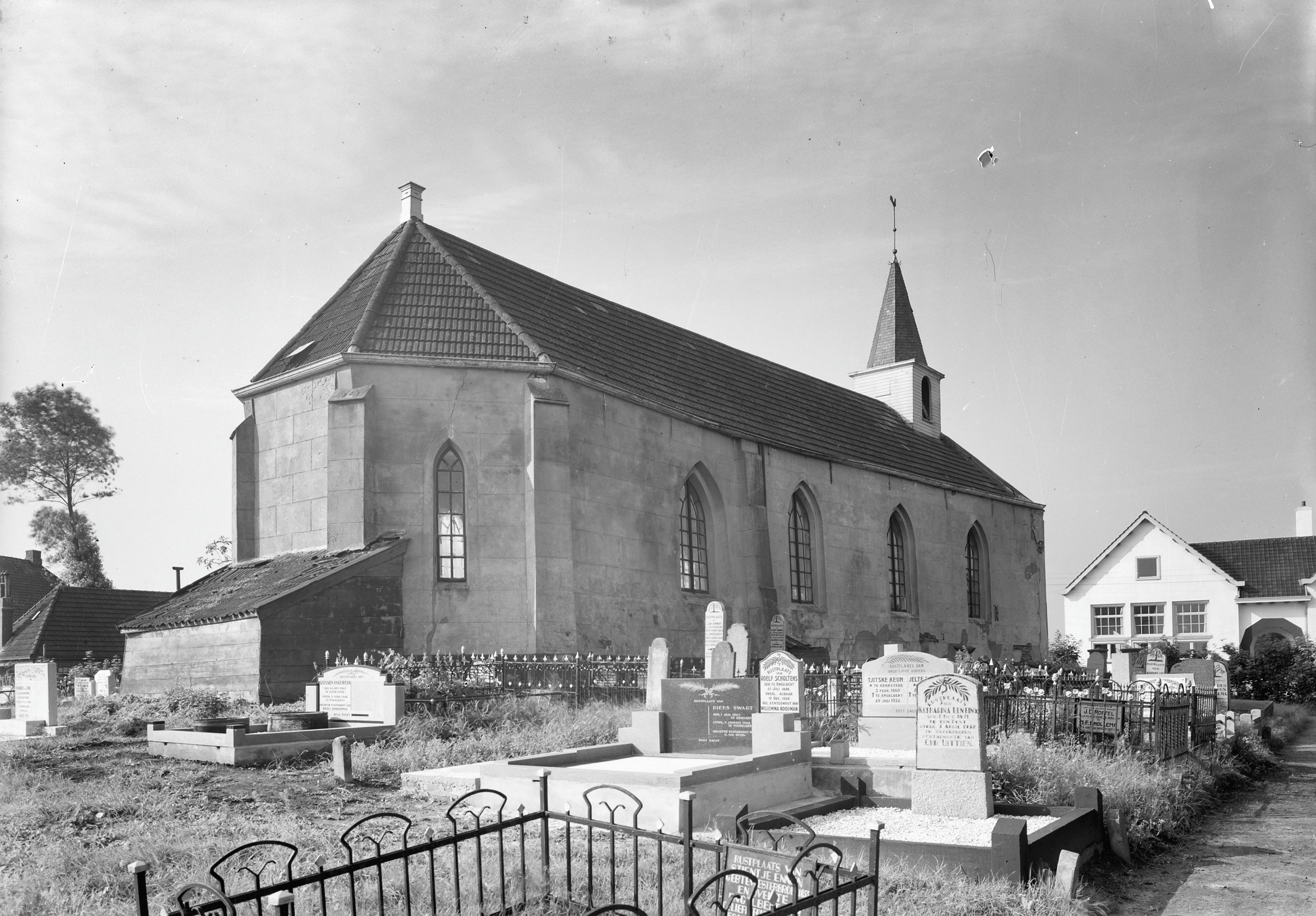
Kerk vanuit het noordoosten (1942)

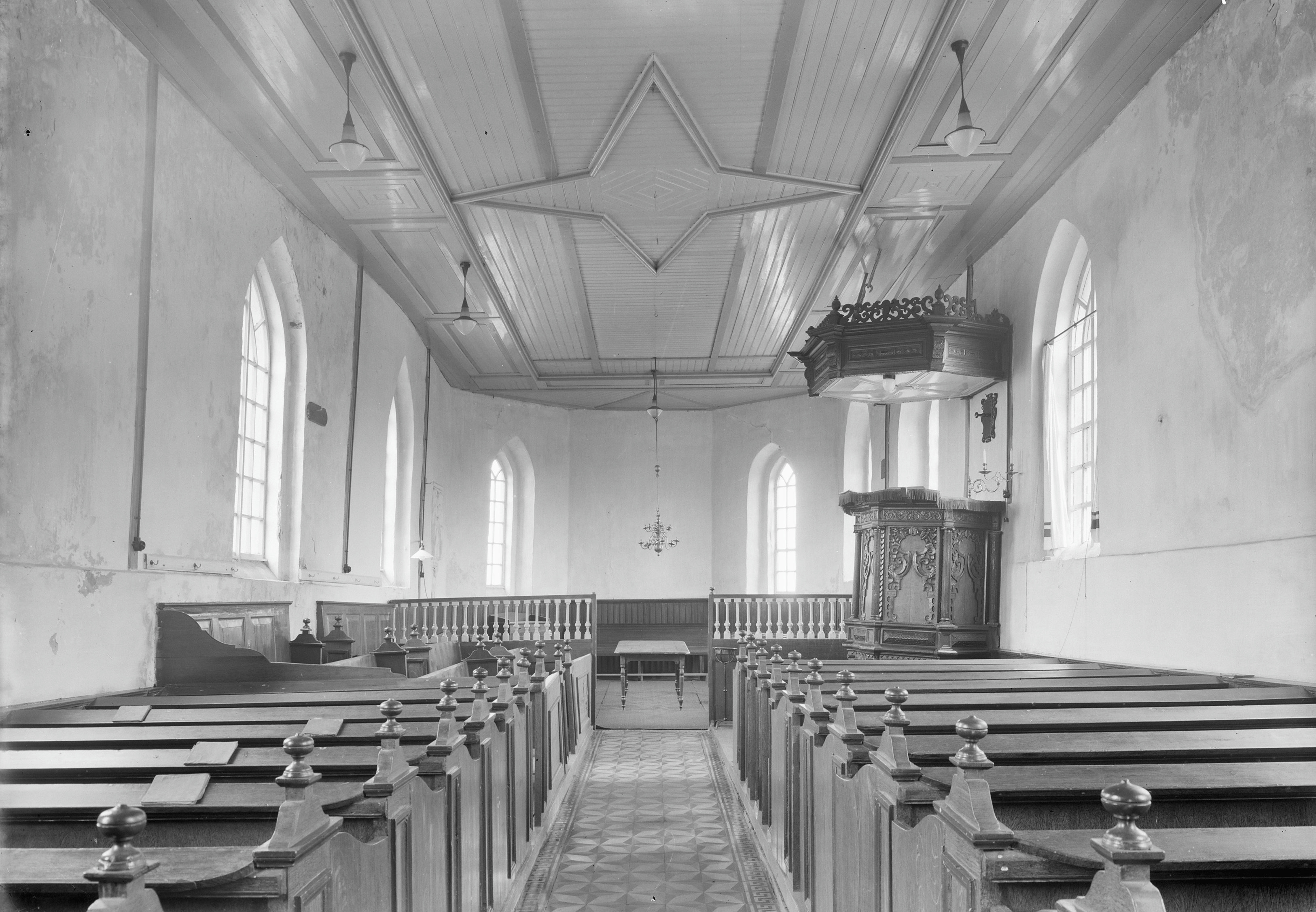
Interieur in 1942, nog met de oude preekstoel

De kerk van Engelbert is een eenvoudige langgerekte Nederlands Hervormde zaalkerk op een omheind kerkhof aan de Engelberterweg 39 in Engelbert, gemeente Groningen. De kerk heeft de status van rijksmonument en is sinds 2000 eigendom van de Stichting Oude Groninger Kerken. De kerk wordt tegenwoordig alleen nog gebruikt voor culturele activiteiten.  

## Geschiedenis

### Katholieke periode
In de 13e eeuw wordt gesproken over een kapel bij Engelbert, waarvan het patronaatsrecht berustte bij de persona van de Maartenskerk in Groningen. De patroonheilige van de kerk is onbekend, maar een pastoorszegel uit 1475 doet vermoeden dat het mogelijk de heilige paus Fabianus was. Het onderste deel van de koorsluiting dateert uit de 14e eeuw. In 1501 werd een nieuw koor gebouwd en kreeg de kerk smallere vensters. Het driezijdig gesloten koor werd ersterkt met vier steunberen. Eind 16e eeuw werd de kerk sterk vergroot, waarbij het nieuwe deel niet helemaal haaks op het koor werd geplaatst, zodat er een kleine knik ontstond. De reden daarvoor is niet bekend.   

### Protestantse periode
In 1601 kreeg de kerk een nieuwe renaissancistische preekstoel en in 1630 werd in de eenvoudige dakruiter een luidklok geplaatst.   
In 1779 werd de kerk sterk verbouwd en kreeg toen de huidige spitsboogvensters in de noord- en zuidmuur. De bestaande kleine raampjes in het koor werden toe vervangen door lancetvensters. Mogelijk werd toen ook de huidige westgevel met de ingang met een ronde geprofileerde boog en een halfrond bovenlicht aangebracht. In 1903 werd de klok door een onbekende gestolen uit de dakruiter. In 1904 werd de kerk opnieuw ingrijpend verbouwd, waarbij het huidige schrootjesplafond werd aangebracht en de kerk wit werd bepleisterd. In 1938 werd het huidige Flentrop-kerkorgel geplaatst.   
In 1948 werden lambriseringen geplaatst in de kerk. Daarbij werd de aanwezige sacramentsnis met een natuurstenen bekroning van gotische maaswerk in stukken gehakt en begraven in de tuin van de toenmalige kerkvoogd. In 1949 werd een nieuwe klok in de dakruiter geplaatst uit de werkplaats van Van Bergen uit Heiligerlee.   
In 1972 werd het interieur van de kerk sterk gewijzigd. Dit gebeurde omdat er onvoldoende gelden waren door de inwoners zelf. De oorspronkelijke zwartwitte tegelvloer werd daarbij vervangen door gewassen grindtegels, de wanden werden bekleed met geverfd hardboard en ook tussen het schip en het koor werd een hardboarden wand geplaatst, de banken werden vervangen door stoelen en de preekstoel werd overgedaan aan de Stichting Oude Groninger Kerken, die er een nieuwe bestemming voor vond in de Sint-Laurentiuskerk in Baflo. In plaats hiervan werd een nieuwe mobiele preekstoel in de kerk geplaatst, die door de smid uit het dorp was gemaakt. Deze nieuwe inrichting werd door buitenstaanders niet erg gewaardeerd. Het Nieuwsblad van het Noorden vergeleek het in 1996 met een 'schaftlokaal'. Door de Stichting Oude Groninger kerken werd van een 'bouwmarktoplossing' gesproken.

### Restauratie
In 2000 kwam de kerk in handen van de Stichting Oude Groninger Kerken, die de kerk tussen 2002 en 2005 restaureerde, waarbij alle wijzigingen uit de jaren 1970 weer werden teruggedraaid. De hardboard wanden werden verwijderd, de grindtegels werden vervangen door een houten vloer en het plafond werd met geometrische motieven geschilderd in een grijstint. De sacramentsnis (waarvan de brokken door bouwhistoricus  W.J. Berghuis waren bewaard) werd gerestaureerd en teruggeplaatst in de noordmuur van het koor. In de zuidmuur van het koor werden resten van een piscina teruggevonden en weer in het zicht gebracht. In 2013 werd de tweede fase van de restauratie uitgevoerd, waarbij onder andere het orgel werd gerestaureerd en het pleisterwerk werd hersteld.  Bij dezelfde gelegenheid werden in de kerk van Engelbert ook historische attributen uit de ontvolkte Delfzijlster Oosterhoek geïnstalleerd. Het ging in de eerste plaats om de preekstoel met fraai rococo houtsnijwerk van Abraham Bekenkamp uit 1781, die afkomstig is uit de leegstaande kerk van Heveskes. Ook de drie 18-eeuwse psalmborden uit de gesloopte kerk van het verdwenen Oterdum zijn nu in Engelbert in gebruik.      